# Изида (завод)
Вижте пояснителната страница за други значения на Изида.
„Изида“ е бивш завод за производство на фаянсови и порцеланови изделия в гара Елин Пелин.

## История
През 1894 г. на гара Новоселци е създадена първата керамична фабрика в България от анонимно акционерно дружество „Георги Мимиди и съдружие“. Първите големи поръчки на фабриката са от 1898 г., когато банкерската къща „Марков и Калъпов“ прави поръчка за канализационни тръби и гранитни павета за благоустройството на София. Тогава е основано Българското акционерно индустриално керамично дружество „Изида“ в София от съдружниците на дружеството. Първоначалният капитал на дружеството възлиза на 1 000 000 златни лева, през 1919 г. той е 5 000 000 лева, през 1927 г. – 10 000 000 лева, а през 1947 г. – 17 000 000 лева, разпределени в 160 000 акции.
Дружеството доставя клинкерови (жълти) павета от Будапеща, с които са павирани 70 000 m2 в центъра на София. След 1906 г. произвежда над 5 000 000 тухли за построяването на храм-паметник „Св. Александър Невски“ в София. По това време са електрифицирани цеховете и е изградена 10-километрова въжена линия до залежите от глина в Чукурово, а дружеството внася в България първите товарни камиони.
За работниците са построени общежития, които са разделени от фабриката със зелен парков пояс от брези, ели и борове. Фабриката разполага с фурна за хляб, просторна столова, ферма с коне, крави и овце, земеделско стопанство и овощна градина. След 1908 г. се открива начално училище, кооперация и читалище.
След 1912 г. започва производство на цветна фасадна керамика и подови теракотени плочки. С тях са облицовани стените и подовете на Софийския университет, Синодалната палата, Централната минерална баня в София. През 1920-те години започва да се произвеждат и електроизолационни порцеланови тела за високо и ниско напрежение.
Фабриката е национализирана на 23 ноември 1947 г. В 1959 г. е пуснат в експлоатация цех за производство на порцелан, а през 1965 г. и за фаянс. След това прераства в завод, който през 1989 г. е преобразуван в държавна фирма, а през 1993 г. става държавно акционерно дружество. През 1997 – 1998 г. дружеството е приватизирано от Николай Банев чрез фонда „АКБ Форес и впоследствие фалирано. Част от сградите са разрушени, а оборудването продадено за скрап.

## Награди
Предприятие „Изида“ е носител на отличия от световните изложения в Париж през 1900 г., в Сейнт Луис през 1904 г., в Лион през 1906 г. и в Лондон през 1907 г.